# Стрелкин, Николай Андреевич
Стрелкин Николай Андреевич (род. 1 августа 1935, Белгородская область) — советский горный инженер. Лауреат Премии Совета Министров СССР (1983).

## Биография
Родился 1 августа 1935 года на территории нынешней Белгородской области.
В 1958 году окончил Харьковский горный институт.
В 1958—1959 годах — мастер обогатительной фабрики в Караганде. В 1959—1961 годах — инженер института «Карагандагипрошахт». В 1961—1965 годах — начальник отдела института «Центрогипроруда».
В 1965—1994 годах — начальник отдела, заместитель главного инженера, заместитель директора института «Механобрчермет» (Кривой Рог).
Автор 20 научных работ. Участвовал в проектировании горно-обогатительных комбинатов.

## Награды
- Премия Совета Министров СССР (1983) — за реконструкцию обогатительной фабрики № 2 ЮГОКа;
- Орден «Знак Почёта».